# Vue à la troisième personne
La vue à la troisième personne, souvent appelée vue objective ou vision objective, est utilisée dans les jeux vidéo : la caméra est placée derrière ou à côté du personnage dirigé par le joueur. La notion de vue à la troisième personne (vue objective) s'oppose à celle de vue à la première personne (ou vue subjective).
Le joueur voit tout ou partie du personnage-joueur, qu'il maîtrise, ce qui lui permet d'assister à toutes les actions qu'il réalise. Cette vue peut être intéressante pour prendre du recul par rapport aux événements. Le point de vue peut être fixe ou se déplacer en même temps que le personnage.
Cette vision est régulièrement utilisée dans les jeux de course, d'aventure et de tir à la troisième personne.

### Caméra suiveuse

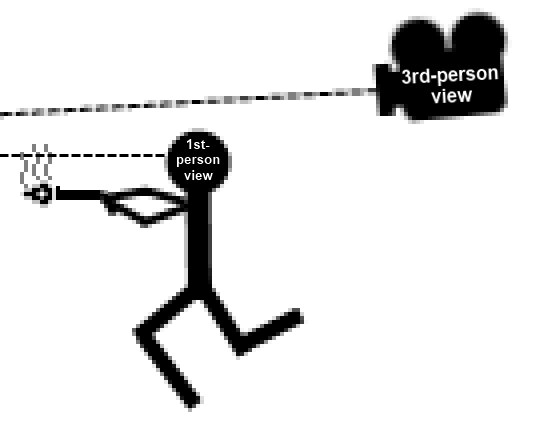
La caméra située à l'arrière du personnage dirigé par le joueur le suit avec un léger contre-plongé.